# Ledda (cognome)
Ledda è un cognome di lingua sarda.

## Varianti
Ala, Aledda, Aletta, De Ledda, Deledda, Leddi.

## Origine e diffusione
Il cognome è tipicamente sardo.
Potrebbe derivare dall'antico toponimo Lella o da un diminutivo di ala. È incrociabile con i cognomi italiani Ala e Aletta.